# Progressistas
Progressistas, voorheen Partido Progressista, afkorting PP (Nederlands: Progressieve Partij) is een Braziliaanse conservatieve politieke partij. De partij zetelt in Brasilia en werd opgericht in 1995 als samensmelting van twee kleine partijen.
De PP stapte in een coalitie met de Democraten en de Braziliaanse Sociaaldemocratische Partij om Fernando Henrique Cardoso als president te steunen. Sinds 2003 steunt ze de regering van de Arbeiderspartij, eerst onder president Lula da Silva en later onder president Dilma Rousseff. In het kabinet-Rousseff leverde de PP één minister.
Bij de parlementsverkiezingen in oktober 2006 won de partij 42 van de 513 zetels in het Braziliaanse Huis van Afgevaardigden en 1 zetel in de Senaat. In 2010 verloor het één zetel in het Huis van Afgevaardigden, maar de partij won er wel 4 bij in de Senaat. De partij verloor nipt de gouverneursverkiezing in Roraima en kon geen gouverneur leveren. De boegbeelden van de partij zijn Paulo Maluf, meermaals burgemeester en gouverneur van São Paulo, Esperidião Amin, voormalig gouverneur van Santa Catarina en Francisco Dornelles, voormalig minister en partijleider.
De partij is intern sterk verdeeld tussen twee fracties. De nationale partijleiding steunt de regering van de Arbeiderspartij over het algemeen, terwijl de lokale sectie in Rio Grande do Sul eerder de oppositie steunt. Meermaals hebben zij dan ook gedreigd zich af te scheuren, ook al omdat de nationale partijleiding regelmatig geplaagd wordt door corruptieschandalen.

## Verkiezingsresultaten

### Parlementsverkiezingen
| Kamer                                                               | Kamer     | Kamer      | Kamer      | Kamer  | Kamer  | Senaat    | Senaat     | Senaat     | Senaat  | Senaat   | Senaat |
| Jaar                                                                | Stemmen   | Stemmen    | Stemmen    | Zetels | Zetels | Stemmen   | Stemmen    | Stemmen    | Zetels  | Zetels   | Zetels |
| Jaar                                                                | Aantal    | Percentage | Percentage | Aantal | +/-    | Aantal    | Percentage | Percentage | Gekozen | +/-      | Totaal |
| Jaar                                                                | Aantal    | %          | +/-        | Aantal | +/-    | Aantal    | %          | +/-        | Gekozen | +/-      | Totaal |
| ------------------------------------------------------------------- | --------- | ---------- | ---------- | ------ | ------ | --------- | ---------- | ---------- | ------- | -------- | ------ |
| Partido Progressista                                                |           |            |            |        |        |           |            |            |         |          |        |
| 2006                                                                | 6.662.308 | 7,10       | –          | 42     | –      | 4.228.431 | 5,00       | –          | 1       | –        | 1      |
| 2010                                                                | 6.330.062 | 6,60       | 0,50       | 41     | -1     | 9.170.015 | 5,40       | 0,40       | 4       | Gestegen | 4      |
| 2014                                                                | 6.429.791 | 6,60       | 0,00       | 38     | -3     | 1.931.738 | 2,20       | -3,20      | 1       | Stabiel  | 4      |
| 2018                                                                | 5.480.067 | 5,60       | -1,00      | 37     | -1     | 7.529.901 | 4,40       | 2,20       | 5       | Gestegen | 6      |
| 2022                                                                | 8.692.918 | 7,94       | 2,34       | 47     | 10     | 7.592.391 | 7,62       | 3,22       | 3       | Stabiel  | 6      |
| Bron: Wikipedia - Braziliaanse parlementsverkiezingen 2006 t/m 2022 |           |            |            |        |        |           |            |            |         |          |        |

### Statenverkiezingen
In 2022 werden deze gouverneurs gekozen tijdens de Statenverkiezingen voor de Progressistas.

Huidige gouverneurs
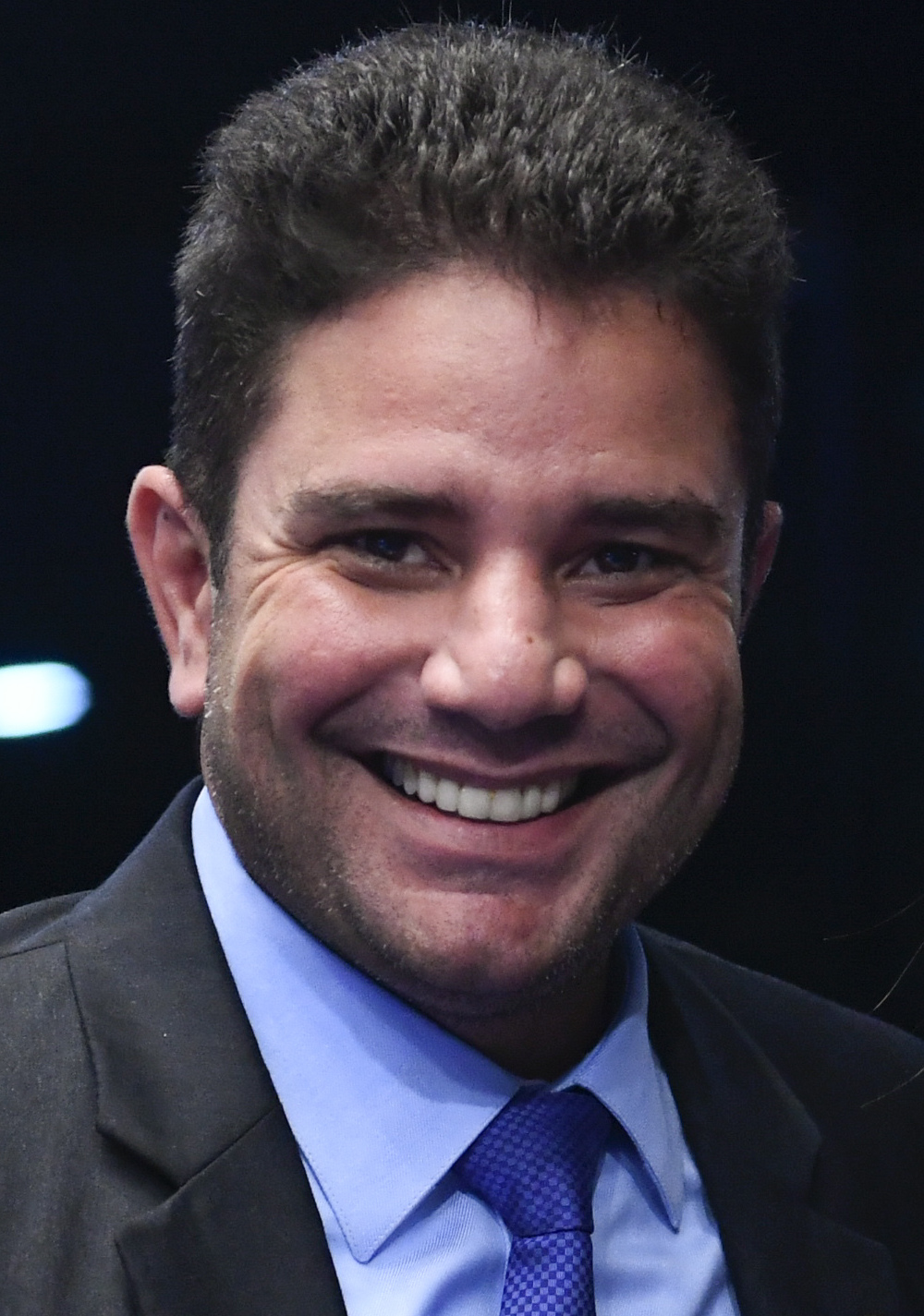
Gladson Cameli Gouverneur van Acre Herkozen
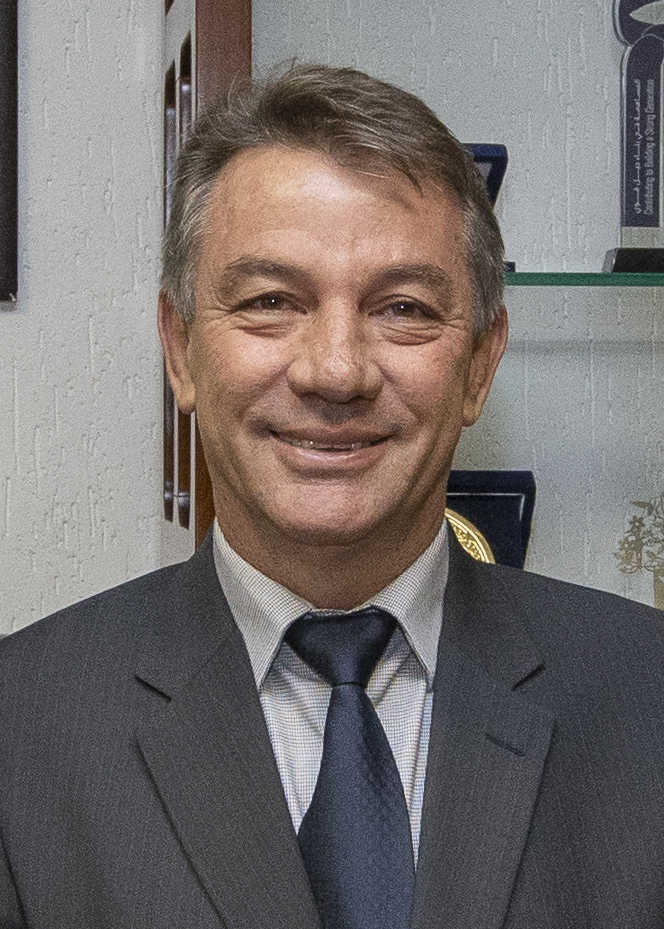
Antônio Denarium Gouverneur van Roraima Herkozen

### Gemeentelijke verkiezingen
Bij de gemeentelijke verkiezingen van 2020 werden 685 burgemeesters en 6346 gemeenteleden gekozen voor de PP.

PP-burgemeesters
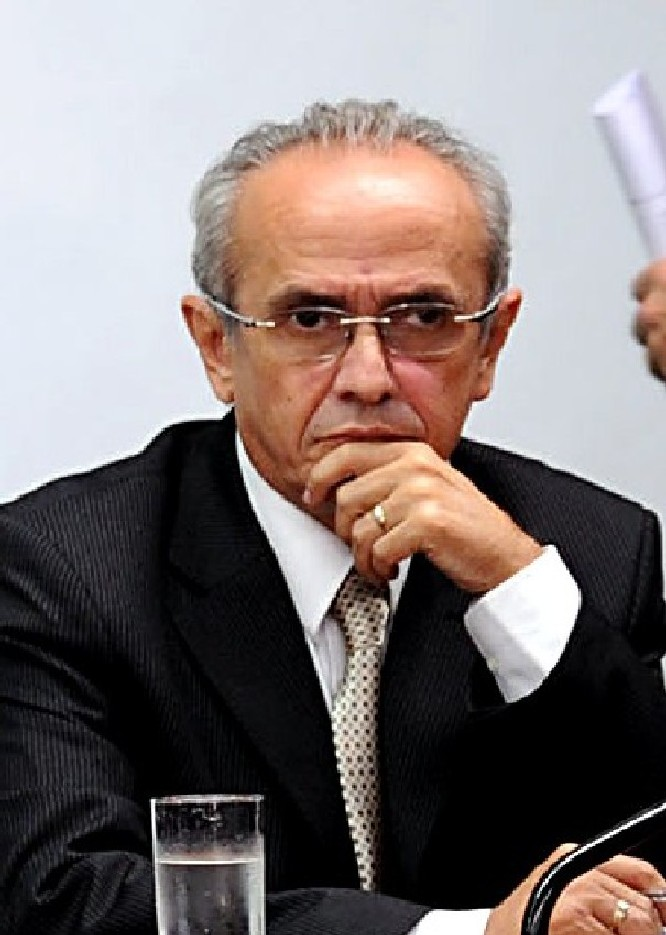
Cícero Lucena Burgemeester van João Pessoa (1997-2005) - (2021-heden)
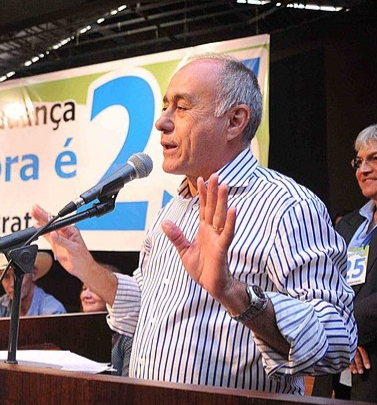
Tião Bocalom Burgemeester van Rio Branco (2021-heden)